# Vindhya
Les monts Vindhya sont une chaîne de montagnes gréseuses et basaltiques de faible altitude — de 460 à 1 100 m — de l'Inde centrale, qui sépare géographiquement le sous-continent indien en Inde du Nord et Inde du Sud, séparant la plaine gangétique du plateau du Dekkan. 

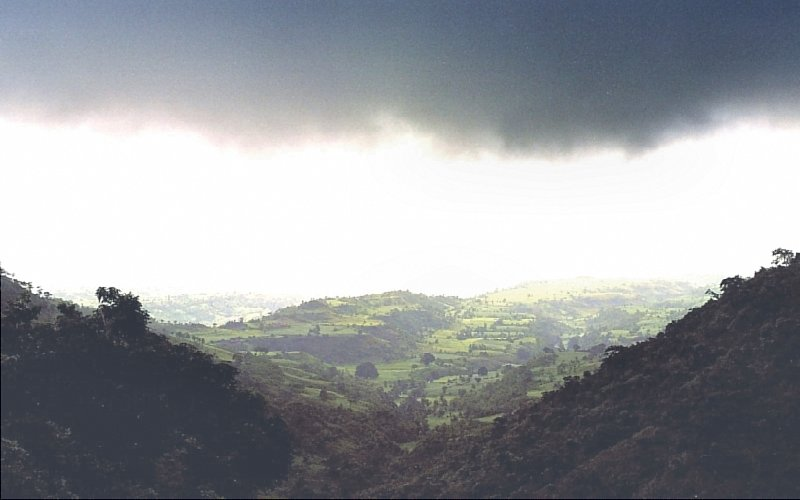
Vue des Vindhya sous la mousson depuis Mândû

Les Vindhya se déroulent sur près d'un millier de kilomètres, au nord de la Narmadâ, commençant à l'ouest dans l'État du Gujarat près de sa frontière avec le Madhya Pradesh, courant vers le nord-est pour trouver le Gange à Mirzapur. Sur ses pentes méridionales coulent des affluents de la Narmadâ, qui s'écoule vers l'ouest dans une dépression entre les Vindhya au nord et la chaîne parallèle des Satpura au sud avant de se jeter dans la mer d'Arabie. Les cours d'eau de ses pentes septentrionales, tels que la Kalisindh ou la Betwâ, alimentent le Gange. Le Sone, quant à lui, est un affluent du Gange qui draine des eaux provenant des pentes méridionales des Vindhya à son extrémité orientale. 
Le plateau des Vindhya est situé au nord de la partie centrale de la chaîne et surplombe la plaine gangétique. On y trouve les villes de Bhopal, la capitale du Madhya Pradesh, et d'Indore.
D'après la légende, le rishi Agastya, Celui qui fait bouger les montagnes, força les Vindhya à s'agenouiller devant lui, lui laissant le passage vers l'Inde du sud où il inventa le tamoul et y propagea le brahmanisme.
Le parc national de Bandhavgarh et Fort Kalinjar se situent dans les Vindhya.